# Cuscuta pedicellata
Cuscuta pedicellata är en vindeväxtart som beskrevs av Carl Friedrich von Ledebour. Cuscuta pedicellata ingår i släktet snärjor, och familjen vindeväxter. Inga underarter finns listade i Catalogue of Life.